# 1447 Utra
1447 Utra è un asteroide della fascia principale. Scoperto nel 1938, presenta un'orbita caratterizzata da un semiasse maggiore pari a 2,5343984 au e da un'eccentricità di 0,0405785, inclinata di 4,78481° rispetto all'eclittica.
L'asteroide è dedicato all'omonima località finlandese.